# 那賀川町手島
那賀川町手島（なかがわちょうてしま）は、徳島県阿南市の大字。2010年10月1日現在の人口は212人、世帯数は74世帯。郵便番号は〒779-1123。

## 地理
阿南市の北部に位置。北は那賀川町今津浦、西は那賀川町八幡、南は那賀川町古津、東は那賀川町苅屋に接する。稲作中心で、ほとんどが兼業農家の純農村地帯であるが、副業に木工業を営む農家もある。

### 小字
- 榎瀬
- 三反地
- 七條塚
- 下塚
- 辰ケ池
- 長宝地
- 中塚
- 中湯
- はり

## 歴史
2006年（平成18年）3月20日に那賀郡那賀川町が阿南市と合併し、阿南市那賀川町手島になる。

## 施設
- 若宮神社

## 交通

### 道路
都道府県道
- 徳島県道27号阿南那賀川線